# Simon Leys. Navigateur entre les mondes
Pour les articles homonymes, voir Leys.
Simon Leys. Navigateur entre les mondes est une biographie de Simon Leys, parue en 2016, par Philippe Paquet, sinologue et journaliste à La Libre Belgique.

## Présentation
Philippe Paquet est l’auteur de Madame Chiang Kai-shek : un siècle d'histoire de la Chine, biographie de Song Meiling, épouse de Chiang Kai-shek. Il est proche de Simon Leys (1935-2014) pendant les dernières années de sa vie, ce qui lui permet de lire la première rédaction de sa biographie. Pour son biographe, la vie de Simon Leys est « une succession de hasards, de coups de chance, de rencontres providentielles ».
À 17 ans, Simon Leys parcourt le Congo à pied et constate les méfaits de la colonisation. En 1955, alors âgé de 20 ans, il découvre, lors d'un voyage, le monde chinois. Il est alors « ébloui par la civilisation chinoise mais aussi par la révolution » portée par les idéaux communistes. Mais quand il découvrira la réalité du régime maoïste, il n'en sera que plus déçu. En 1958, il est à Taïwan et étudie la langue et la civilisation chinoises ; en 1962 il poursuit ses études à Singapour. En 1963, il vient travailler à Hong Kong, comme enseignant et chercheur dans la future Université chinoise de Hong Kong.
Philippe Paquet évoque, dans cette biographie, tous les aspects de la personnalité de Simon Leys, qui le premier osa, « seul contre tous », mettre à jour la réalité du maoïsme à travers son ouvrage Les Habits neufs du président Mao. La Révolution culturelle n'a rien d'une révolution, sans aucun lien avec la culture, c'est une lutte pour le pouvoir engagée par Mao Zedong, une folie sanguinaire : « Les rivières de Chine charriaient les corps de ceux qui étaient sommairement exécutés [...] des cadavres venaient régulièrement s'échouer sur les plages de Hong Kong », ville où il a travaillé de nombreuses années à l'époque. Pour Philippe Paquet : « Simon Leys souhaite mettre en lumière les horreurs du régime maoïste car il est étonné que les atrocités dont il est témoin ne soient pas perçues comme tel en Europe ».
Philippe Paquet présente les passions littéraires de Simon Leys comme Joseph Conrad, G. K. Chesterton, George Orwell, Lu Xun, Honoré de Balzac, Stendhal, André Gide - les « évocations respectueuses » avec  Jean Pasqualini et son  Prisonnier de Mao, incarcéré sept ans dans le laogai, ou le travail de son ami Francis Deron sur les crimes du régime Khmer rouge avec son ouvrage  Le Procès des Khmers rouges,.

## Accueil critique
Pour le journaliste Thierry Gandillot, la biographie de Philippe Paquet est le « fruit d'un travail colossal et d'une connaissance intime de l'oeuvre et de l'homme ».
L'historienne Jeannine Verdès-Leroux considère que Philippe Paquet « analyse avec une minutie remarquable et avec admiration cette œuvre hybride étonnante », mais regrette deux défauts : « la taille, 670 pages, et l’impossibilité de prendre parfois de la distance ». Ainsi elle regrette l'adhésion de Philippe Paquet au point de vue de Simon Leys sur Les deux étendards de Rebatet et à un « méchant » discours sur André Malraux. Pour le sinologue Jean-Philippe Béja, il s'agit d'une « passionnante biographie d’un homme que les humeurs politiques d’une époque ont conduit à devenir un intellectuel parmi les plus attachants de la seconde moitié du XXe siècle ». Le journaliste Guy Duplat de La Libre Belgique indique : « Philippe Paquet partage avec Leys le goût de la Chine, la culture des innombrables citations judicieuses (car nous sommes le produit d’une longue histoire), l’amour de la langue précise et le goût du pamphlet ».

## Récompenses
Le 10 octobre 2016, le 4e Prix Fondation Martine Aublet a été décerné à  Philippe Paquet pour Simon Leys. Navigateur entre les mondes. Le magazine Lire désigne l'ouvrage de Philippe Paquet comme la meilleure biographie de l'année 2016. Toujours en 2016, il reçoit un Prix d'Académie de l'Académie française (Médaille de vermeil).

## Publication
- Simon Leys: Navigator Between Worlds de Philippe Paquet, trad. en anglais par Julie Rose, La Trobe University Press, en collaboration avec Black Inc, 2005[13].